# Национальное аборигенное телевидение Австралии
Национальное аборигенное телевидение Австралии (National Indigenous Television NITV) — общественная компания Австралии, с 2007 года ведущая передачи из Алис-Спрингс под эгидой правительства страны для аборигенного населения Австралии, или конкретнее, согласно уставу организации, для «аборигенного населения и жителей островов пролива Торреса». Он включает в себя выпуск новостей, выходящий шесть дней в неделю, а также спортивные передачи, развлекательные программы для детей и взрослых, фильмы и документальные фильмы. 

## Языковой контекст и подробности вещания
Вещание идет на английском языке на спутнике, в Интернете и через наземные передатчики. NITV пытается выпускать программы на аборигенных языках, в частности на языке Noongar — одном из основных из 60-ти сохранившихся аборигенных языков. В 2010 году впервые в истории Австралии эта телекомпания начала передавать телеуроки аборигенного языка Noongar, которые доступны не только самим аборигенам, но и интересующейся аборигенной культурой Австралии аудитории по всему миру через Интернет.
Сохранившиеся аборигенные диалекты Австралии сейчас находятся в таком положении, что они вытеснены даже из повседневного общения самих аборигенных этносов, не говоря уже об использовании этих языков современными масс-медиа. Тем не менее, австралийское правительство несколько лет назад параллельно с NITV запустило и национальную радиостанцию для аборигенов. Также в рамках программы поощрения национальных культур австралийское правительство продолжает финансировать вещание специальной радиостанции SBS для национальных общин страны на 68 языках, включая русский, литовский, латышский, эстонский и армянский языки. Эти программы, начатые как внутреннее вещание, с развитием сети Интернет теперь доступны по всему миру.

## Новости и текущие события
Новости и текущие события на канале NITV освещаются в программах NITV News Update, Nula и The Point. Аудитория The Point значительно выросла во время движения Black Lives Matter в 2020 году.
NITV News Update — национальная десятиминутная новостная программа, выходящая в эфир каждую ночь и освещающая сюжеты, касающиеся аборигенов Австралии и аборигенов островов Торресова пролива.
Ведущей новостей является Натали Ахмат.